# 萌茂尻島

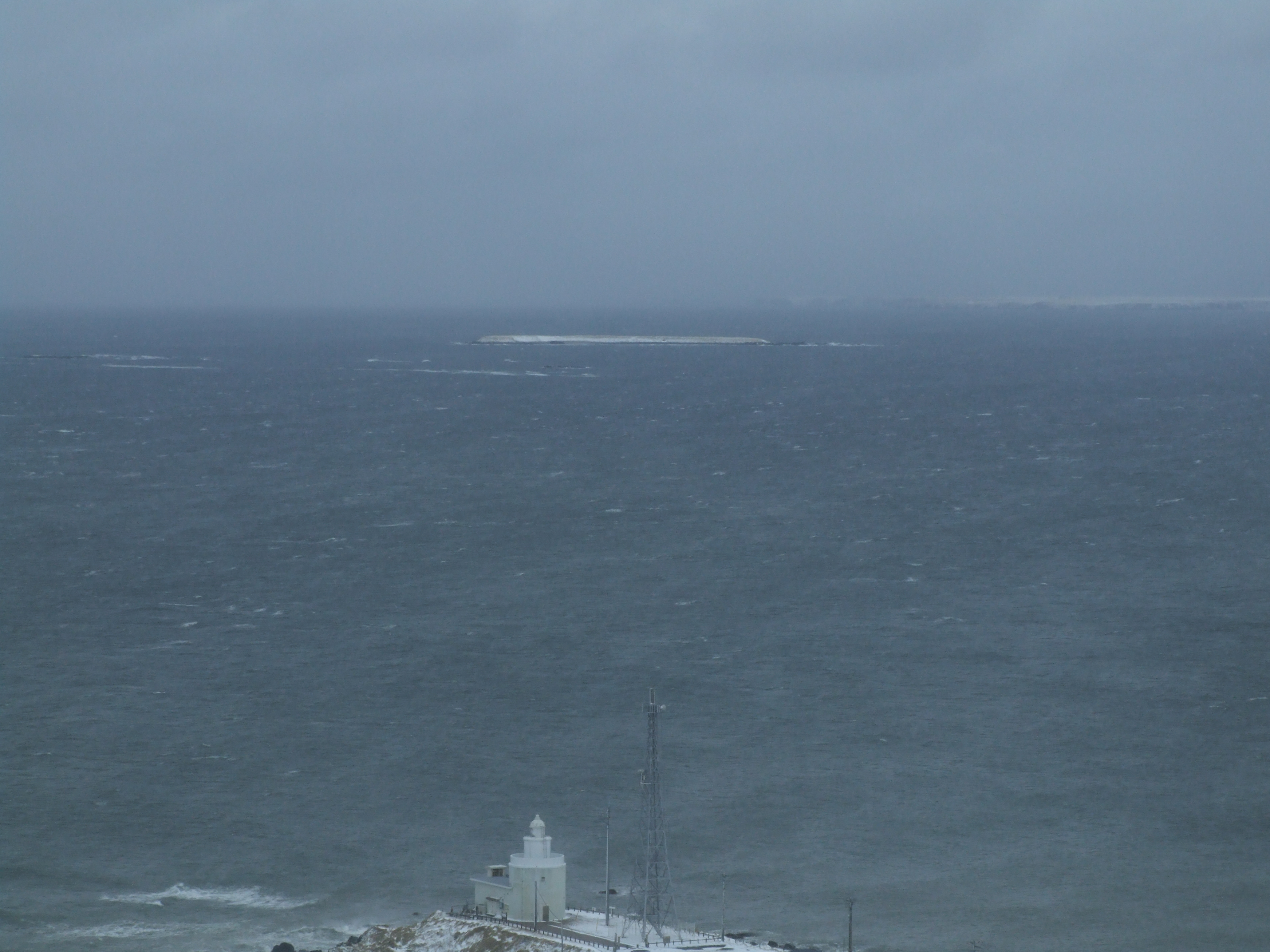
納沙布岬・望郷の塔より望む
左から オドケ島・萌茂尻島・秋勇留島（2006年3月撮影）

萌茂尻島（もえもしりとう）は、歯舞群島の島の一つ。ロシア名はストロジェヴォイ島 (Остров Сторожевой)。アイヌ語の「モイ・モ・シリ」（波の静かな島）に由来する。文献では「モヨモシリ」（松前地図）、「モロモシリ」（野付全図）、「モイモシリ」（蝦夷松前図、蝦夷全地）、「モンモシリ」（納紗布日誌）、「モイ小島」（殖民状況報文根室国）の表記も見られる。
納沙布岬の東方約6キロメートルに位置する。萌茂尻島の西北西約1.5キロメートルにはオドケ島が、西北西約3キロメートルには貝殻島が位置している。北方にある水晶島の南端の舟見岬からは約3.5キロメートルの距離がある。

## 概要
納沙布岬の東方約6キロメートルに位置する。萌茂尻島の西北西約1.5キロメートルにはオドケ島が、西北西約3キロメートルには貝殻島が位置している。北方にある水晶島の南端の舟見岬からは約3.5キロメートルの距離がある。
日本の行政区画としては北海道根室市に属する。ロシアの行政区画としてはサハリン州南クリル管区に属する。
日本の視点からは、歯舞群島は日本の本土たる北海道の一部を構成する属島であり、千島列島の中には含まれないとしている。萌茂尻島は第二次世界大戦末、ソビエト連邦が千島列島全域とともに占領・編入を行った。
1933年3月、雪崩により民家で死者2名が記録されている。

## 座礁船
納沙布岬から見える浜に、朽ちた座礁船が放置されている。「キンプクマル」として地元の一部の人間に知られており、根室海上保安部の記録の中に、1969年に萌茂尻島から北西に約1キロ離れたオドケ島で座礁した「第一金福丸」という日本の運搬船がある。しかし当時のソ連主張領海内で日本の船が座礁したのかという謎もあり、実際にこの船かどうかは不明。その形状から「潜水艦」と憶測されることもあるが、日本の管轄権が及ばず、記録も乏しい以上、真相は明らかではない。産経新聞の記事では「朽ちたロシア船」という記述もあるが、裏取りはしていないものと思われる。